# 條紋濱耳螺
條紋濱耳螺（学名：Melampus fasciatus）为耳螺科尖耳螺屬下的一个种。